# Железнодорожный мост через Ферт-оф-Тей
Железнодорожный мост через Ферт-оф-Тей или просто мост через Тей (англ. Tay Bridge) — железнодорожный мост через Ферт-оф-Тей в Шотландии, соединяет город Данди с областью Файф. После постройки в конце XIX века заменил железнодорожный паром. Рядом через эстуарий перекинут современный автомобильный мост длиной 2,25 км.

## Первый мост

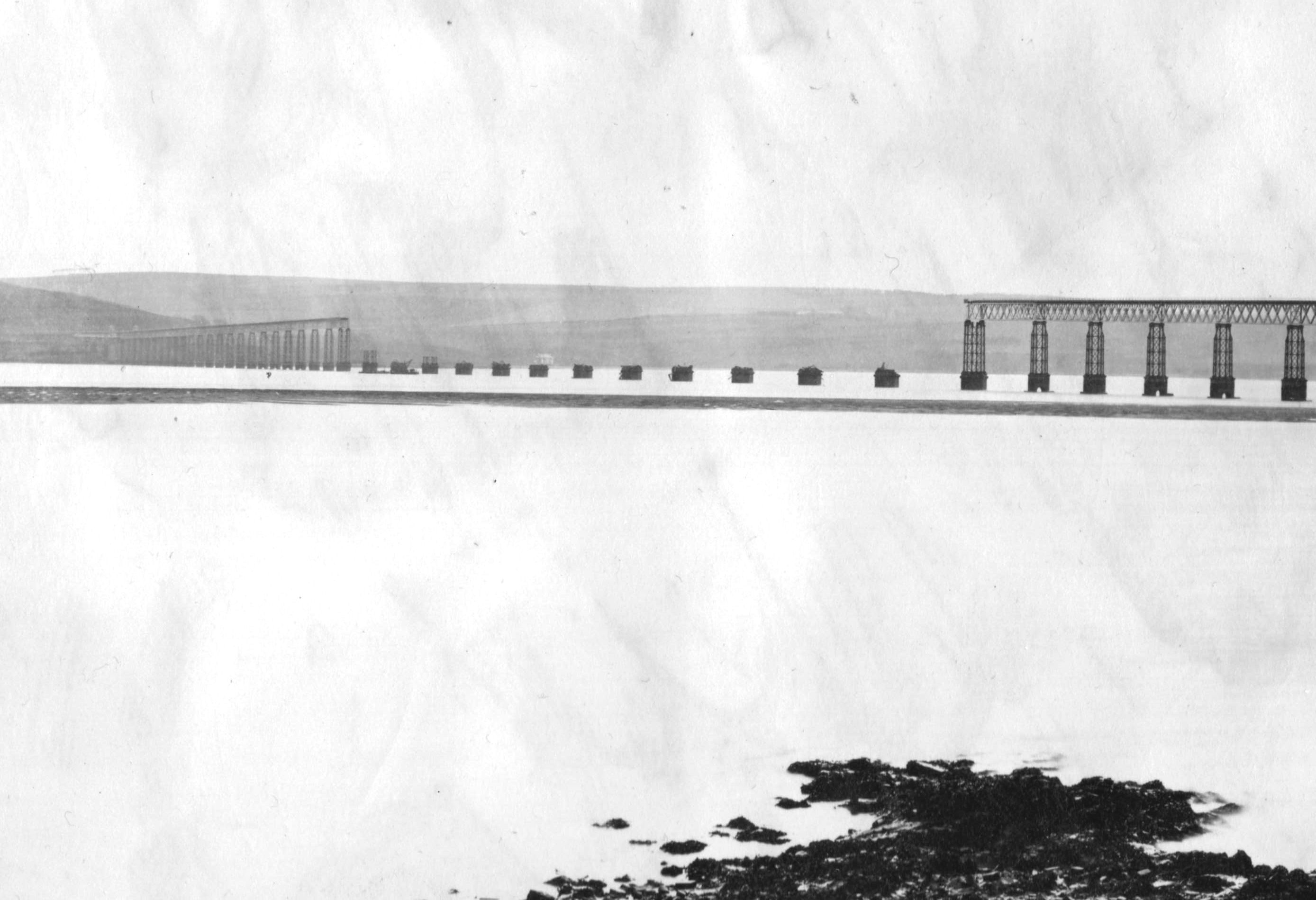
Мост после катастрофы

Первый мост через Ферт-оф-Тей был спроектирован известными инженером Томасом Баучем, который за него был посвящён в рыцари. Мост имел решёточную структуру и был сделан из обычного и ковкого чугуна. Воплотить первоначальный проект моста не удалось из-за недостаточно хорошего обследования дна эстуария, поэтому Баучу уже после начала строительства пришлось изменять план, уменьшив количество опор и сделав каждый пролёт длиннее. Первый локомотив прошёл по мосту 22 сентября 1877 и после завершения в начале 1878 года мост через Тей стал самым длинным в мире. Для регулярного движения мост был открыт 1 июня 1878 года.
Вечером 28 декабря 1879 года в 19:15, предположительно, из-за двух-трёх водяных смерчей произошло обрушение центральных пролётов моста. Проходивший по нему в тот момент поезд, на котором ехали 75 человек, оказался в ледяной воде реки Тей. Все пассажиры погибли, включая зятя самого Томаса Бауча. Катастрофа вызвала широчайший резонанс во всей стране и в сообществе инженеров Викторианской эпохи. Последующее разбирательство выявило, что конструкция моста не могла вынести сильных ветров, а качество материала, из которого были изготовлены мостовые конструкции, также было очень низким. Мост не выдержал двойной нагрузки: ураганного ветра и проходящего по нему поезда, произошло усталостное разрушение. Паровоз утонувшего поезда был поднят, отремонтирован и возвращён в эксплуатацию, но уже на другой линии. Бауч не пережил случившегося и после расследования умер 30 октября 1880 года от сердечного приступа.

## Новый мост
Новый двухпутный мост был построен из стали с 1882 по 1887 год Уильямом Генри Барлоу на 18 метров выше по течению параллельно старому мосту. Первый камень был заложен 6 июля 1883 года. Строительство потребовало 25 тыс. тонн железа и стали, 70 тыс. тонн бетона, 10 млн кирпичей весом 37,5 тыс. тонн и 3 млн заклёпок. В процессе строительства погибло 14 человек, преимущественно из-за утопления. Мост был открыт 13 июля 1887 года. В 2003 году была проведена реставрация моста стоимостью £20,85 млн.

## Мост через Тей в искусстве
- Обрушению первого моста посвящён эпизод романа Арчибальда Кронина «Замок Броуди». Среди погибших пассажиров был и Денис Фойл — один из основных персонажей произведения.
- Катастрофе 1879 года посвящено самое знаменитое стихотворение «худшего поэта мира» Уильяма Макгонаголла[7][8].